# Zjednoczona Lista

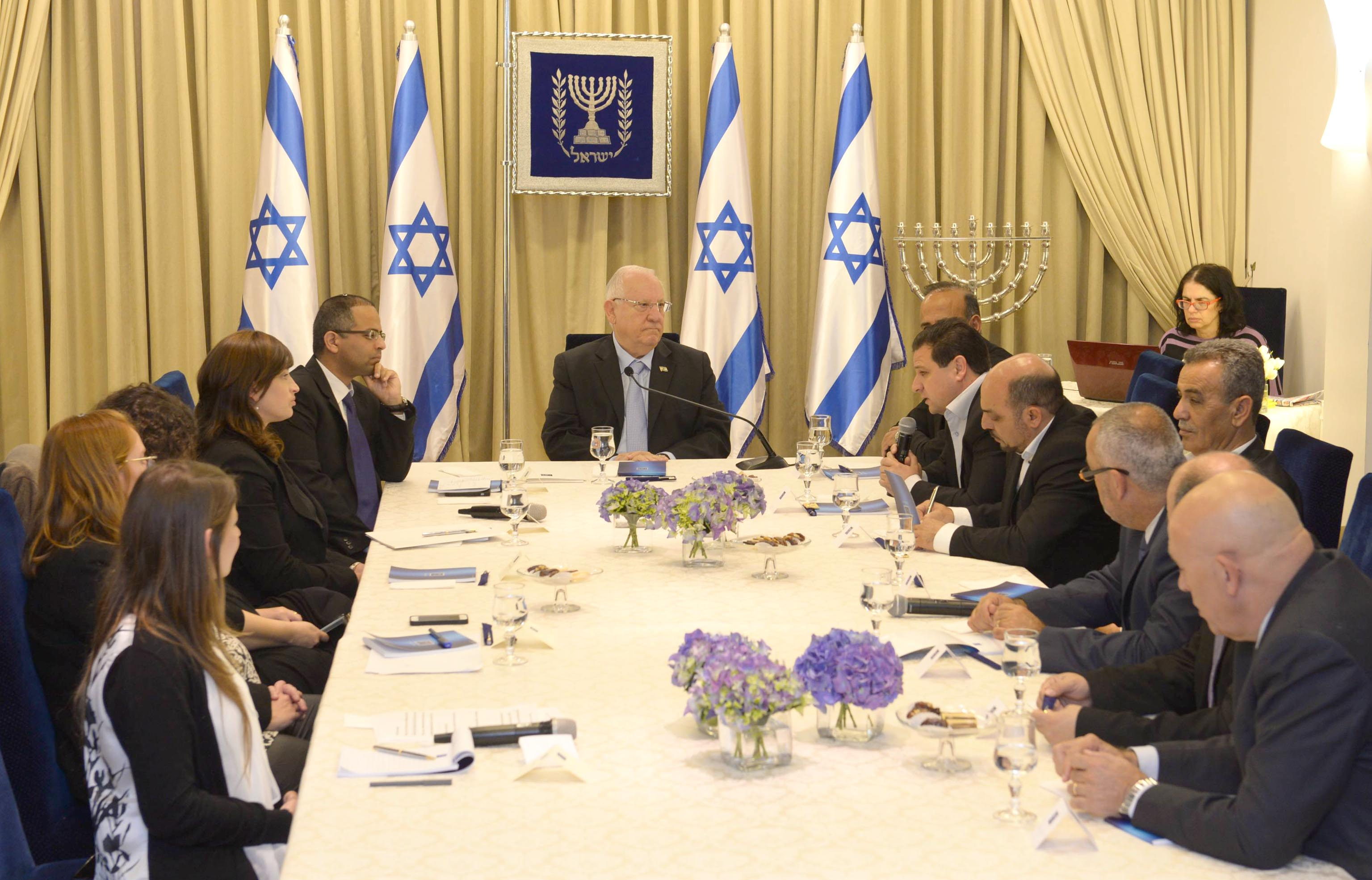
Liderzy Zjednoczonej Listy u prezydenta Re’uwena Riwlina

Zjednoczona Lista (hebr. הרשימה המשותפת, Ha-Reszima ha-Meszuttefet; arab. القائمة المشتركة, Al-Ka’ima al-Musztaraka; ang. Joint List) – izraelska koalicja polityczna skupiająca partie arabskie lub reprezentujące interesy izraelskich Arabów, od komunistycznych przez islamistyczne po nacjonalistyczne. Koalicja powstała w 2015, w jej skład weszły: Ra’am, Hadasz, Balad i Ta’al, a jej liderem został przywódca Hadaszu Ajman Auda. W 2019 koalicję opuścił Ta’al.
W wyborach w 2015 po raz pierwszy w historii wszystkie ugrupowania arabskie stworzyły wspólną listę (na liście znaleźli się także Żydzi, m.in. Dow Chenin). Powodem ku temu było podwyższenie progu wyborczego i obawa, że wskutek rozproszenia głosów żadna z partii nie dostanie się do Knesetu. Ostatecznie Zjednoczona Lista zajęła w wyborach trzecie miejsce (za Likudem i Unią Syjonistyczną), zdobyła 10,61% głosów, co przełożyło się na 13 mandatów.
Do XX Knesetu weszli następujący posłowie: Ajman Auda, Masud Ghanajim, Dżamal Zahalika, Ahmad at-Tajjibi, Ajida Tuma-Sulajman, Abd al-Hakim Hadżdż Jahja, Hanin Zubi, Dow Chenin, Taleb Abu Arar, Basil Ghattas, Jusuf Dżabarin, Usama Sadi, Abd Allah Abu Maruf.
Przewodniczącym klubu parlamentarnego był Masud Ghanajim.
W wyborach w kwietniu 2019 partie arabskie wystartowały w dwóch osobnych blokach jako Hadasz-Ta’al i Ra’am-Balad  uzyskując odpowiednio 6 i 4 mandaty.
W przyśpieszonych wyborach we wrześniu ponownie cztery partie arabskie powołały Zjednoczoną Listę, co pozwoliło na zajęcie w wyborach 3 miejsca. Koalicja zdobyła 470 211 głosów (10,60%) i wprowadzaiła do dwudziestego drugiego Knesetu 13 posłów.